# Metagonia modesta
Metagonia modesta là một loài nhện trong họ Pholcidae. Loài này được phát hiện ở México.